# Futura Volley Busto Arsizio 2009-2010
Questa voce raccoglie le informazioni riguardanti la Futura Volley Busto Arsizio nelle competizioni ufficiali della stagione 2009-2010.

## Organigramma societario
Area direttiva
- Presidente: Michele Forte

Area tecnica
- Allenatore: Carlo Parisi
- Allenatore in seconda: Mariela Codaro
- Addetto statistiche: Marco Musso

Area sanitaria
- Medico: Nadia Brogioli
- Preparatore atletico: Silvio Colnago
- Fisioterapista: Michele Forte
- Massaggiatore: Marco Forte

## Rosa
| N° | Nome               | Ruolo | Data di nascita  | Nazionalità sportiva |
| -- | ------------------ | ----- | ---------------- | -------------------- |
| 3  | Fernanda Ferreira  | P     | 10 gennaio 1980  | Brasile              |
| 4  | Federica Valeriano | S     | 15 ottobre 1985  | Italia               |
| 5  | Mi-Na Kim          | P     | 4 febbraio 1984  | Italia               |
| 6  | Carmen Țurlea      | O     | 18 novembre 1975 | Romania              |
| 7  | Katarína Kováčová  | C     | 21 ottobre 1981  | Italia               |
| 8  | Giulia Decordi     | S     | 5 novembre 1986  | Italia               |
| 10 | Barbara Campanari  | C     | 4 febbraio 1980  | Italia               |
| 11 | Stefania Okaka     | S     | 9 agosto 1989    | Italia               |
| 13 | Maurizia Borri     | L     | 24 febbraio 1977 | Italia               |
| 14 | Lucia Crisanti     | C     | 16 marzo 1986    | Italia               |
| 15 | Barbara De Luca    | S     | 19 luglio 1975   | Italia               |
| 16 | Helena Havelková   | S     | 25 luglio 1988   | Italia               |